# شورای ملی گوگوریو
شورای جگا (کره‌ای: 제가회의; هانجا: 諸加會議)؛ یک نهاد مشورتی و حکومتی در امپراتوری گوگوریو بود که متشکل از سران پنج طایفه اصلی اشرافی موسوم به «نابو» بود. این شورا نقشی مهم در تصمیم‌گیری‌های سیاسی، نظامی و اداری ایفا می‌کرد و از ارکان قدرت در ساختار حکومت گوگوریو به‌شمار می‌رفت.

## تاریخچه
اشراف قدرتمند «گا» نامیده می‌شدند و روسای قبایل یا گروه‌های منطقه‌ای بودند. از آنجایی که چندین خانواده به جهت برگزاری یک شورای اشرافی دور هم جمع میشدند، «جگا» نامیده می‌شدند. 
اعتقاد بر این است که امپراتوری گوگوریو به یک بازداشتگاه مدرن به نام نوئوک نیازی نداشت، زیرا محاکمات بدون درنگ و مستقیما از طریق نشست ها برگزار می‌شدند.  و به نظر می‌رسد که پیش از نبرد، به عنوان برترین نهاد تصمیم‌گیری برای عملیات سیاسی، در مورد اینکه آیا نبرد را اداره کند یا خیر و سایر مسائل مهم بحث و تصمیم‌گیری می‌کرد. 
در روزهای نخستین گوگوریو، پنج قبیله گوگوریو برای بنیان نهادن یک ملت یکپارچه و متحد گرد هم آمدند و توافق کردند که حکومت را اداره کنند.  با تقویت اقتدار سلطنتی، تا پایان قرن دوم، وزیر ملی منصوب پادشاه آغاز به ریاست مجلس شورا کرد، با این حال هنگامی که یک دولت ائتلافی اشرافی در بخش پایانی گوگوریو بنیان نهاده گشت، این شورای اشرافی دوباره به بالاترین نهاد تصمیم‌گیری گوگوریو تبدیل شد. 

## جزئیات
اتحادیه‌ای از پنج قبیله نیرومند که در تاریخ با عنوان اوبو(پنج قبیله)شناخته می‌شوند.
این قبایل شامل سونو،جولنوبو،سون‌نوبو،گوان‌نوبو و گِه‌روبو بودند.در قلب این ساختار قدرت، نهادی حیاتی به نام شورای جِگا قرار داشت.نام این شورا، که به معنای «گردهمایی رؤسای مختلف (گا)» است، خود گویای ترکیب و خاستگاه آن است.
این شورا عالی‌ترین نهاد مشورتی و تصمیم‌گیری بود که در آن، رهبران قبایل پنج‌گانه اوبو برای تعیین سرنوشت امپراتوری نوپای خود گرد هم می‌آمدند.
این شورا صرفاً یک هیئت سیاسی نبود، بلکه سازوکاری بود که پایه های گوگوریو را در کنار هم نگه می‌داشت. وجود چنین شورایی یک پیش‌شرط اساسی برای بقای دولت در مراحل اولیه آن بود، زیرا بستری برای اجماع‌سازی و حل اختلافات میان رهبران قدرتمند و نیمه‌مستقل فراهم می‌کرد.این گزارش استدلال می‌کند که شورای جگا نهاد محوری در نظام سیاسی گوگوریو بود. تحول تاریخی این شورا – از یک شورای متشکل از رؤسای قبایل مستقل به هیئتی از اشراف دولتی – آینه‌ای تمام‌نما از سفر چندصدساله این امپراتوری از یک کنفدراسیون قبیله‌ای به سوی یک سلطنت متمرکز است. این تحول، مسیری خطی نبود، بلکه با یک کشمکش دیالکتیکی مداوم میان جاه‌طلبی سلطنتی و امتیازات اشرافی مشخص می‌شد. میراث حکومت مشورتی و مبارزات شدید قدرت در این شورا، سرشت سیاسی گوگوریو را تا واپسین روزهای حیاتش تعریف کرد.

## شورای اولیه

### قرون اول تا سوم
اختیارات و ترکیب در دوران اولیه گوگوریو، شورای جگا مظهر قدرت جمعی اشرافیت قبیله‌ای بود. اعضا و اختیارات این شورا به وضوح ماهیت کنفدراتیو دولت را نشان می‌دهد.
اعضای اصلی شورا با عنوان جِگا شناخته می‌شدند که به معنای واقعی کلمه «تمام گاها» است. عنوان گا به رهبر یا رئیس یک قبیله اطلاق می‌شد که در قلمرو خود، قدرتی معادل یک پادشاه کوچک را داشت.این رؤسا بر اساس قدرت و وسعت قلمروشان به دو دسته تقسیم می‌شدند:
1. دِگا(رئیس بزرگ)
2. سوگا(رئیس کوچک)

در ابتدا، این جگاها حاکمان مستقل سرزمین‌های قبیله‌ای خود (بو) بودند و هر یک مقامات زیردست خود را فرماندهی می‌کردند.این مقامات شامل ساجا، جویی و سونین بودند.این ساختار اداری مستقل، نشان‌دهنده خودمختاری قابل توجه آنها از پادشاه مرکزی بود. آنها متحدان پادشاه بودند، نه کارگزاران او.کارکردهای اصلی شورای اولیه مجلس شورای جگا در این دوره دارای اختیارات گسترده و تقریباً مطلقی در اداره امور کنفدراسیون بود.قدرت عالی مشورتی و اجرایی شورا بر تمام مسائل حیاتی دولت، از جمله تصمیم‌گیری در مورد جنگ و صلح، سیاست خارجی و فتوحات بزرگ، اختیاری نهایی داشت.
تصمیمات این شورا صرفاً توصیه‌هایی به پادشاه نبود، بلکه قطعنامه‌هایی الزام‌آور برای کل اتحادیه قبیله‌ای محسوب می‌شد.قدرت عالی قضایی - پیونگ‌اویی، یکی از قدرتمندترین و متمایزترین کارکردهای شورای جگا، نقش قضایی آن بود. کتاب تاریخی چینی سان‌گوک‌جی (سوابق سه پادشاهی) توصیف روشنی از این عملکرد ارائه می‌دهد: «آنها زندان ندارند. اگر کسی جرمی مرتکب شود، جگا شورایی (پیونگ‌اویی) تشکیل می‌دهند و فوراً فرد را اعدام کرده، همسر و فرزندانش را به عنوان برده مصادره می‌کنند».این متن چند جنبه حیاتی از نظام قضایی اولیه گوگوریو را آشکار می‌سازد. اولاً، شورا به عنوان عالی‌ترین دادگاه عمل می‌کرد. ثانیاً، عدالت سریع، بی‌رحمانه و بدون تشریفات پیچیده اجرا می‌شد. ثالثاً، مفهوم مجازات جمعی یک اصل مرکزی در رسوم حقوقی آنها بود. فقدان زندان نشان می‌دهد که دادرسی‌ها به صورت فوری برگزار می‌شدند و شورا عملاً یک مرجع قضایی دائمی بود که می‌توانست در هر زمانی تشکیل جلسه دهد.این قدرت قضایی ابزار اصلی برای حفظ نظم اجتماعی و تقویت اقتدار اشرافیت در غیاب یک بوروکراسی حقوقی دولتی بود. در جامعه‌ای جنگجو مانند گوگوریو، چنین سازوکار قضایی قدرتمند و رعب‌آوری برای حفظ نظم ضروری بود. جگا با در دست داشتن قدرت مرگ و زندگی و توانایی به بردگی کشاندن کل خانواده‌ها، نه تنها مجرم را مجازات می‌کردند، بلکه بیانیه‌ای صریح درباره اقتدار مطلق خود در سلسله مراتب اجتماعی صادر می‌کردند.نفوذ بر جانشینی سلطنتی در دوره اولیه که قدرت سلطنتی ضعیف بود و جانشینی به طور دقیق موروثی نشده بود، شورای جگا نقشی تعیین‌کننده در انتخاب یا تأیید پادشاه جدید ایفا می‌کرد.این قدرت، نهایی‌ترین جلوه کنترل اشرافیت بر سلطنت بود و تضمین می‌کرد که رهبر منتخب، مورد قبول جناح‌های قدرتمند قبیله‌ای باشد.

## شورای جدید

### قرن چهارم به بعد
تمرکزگرایی سلطنتی و تحول بوروکراتیک از حدود قرن چهارم میلادی، گوگوریو شاهد یک تحول سیاسی عمیق بود. پادشاهان جاه‌طلب تلاش‌های نظام‌مندی را برای تمرکز قدرت و تبدیل کنفدراسیون قبیله‌ای به یک امپراتوری یکپارچه آغاز کردند. پادشاهانی مانند تِه‌جو، گوکچئون و به ویژه سوسوریم در این فرآیند نقشی اساسی داشتند.

### از رؤسای قبایل تا درباریان
جذب جگا استراتژی کلیدی سلطنت برای تضعیف پایگاه قدرت مستقل رؤسای قبایل، نابودی آنها نبود، بلکه جذب و ادغام آنها در یک نظام بوروکراتیک متمرکز جدید بود.پادشاه با اعطای مناصب و رتبه‌های رسمی (مانند گوان‌دونگ) به جگا، آنها را از متحدان مستقل به مقامات دولتی تبدیل کرد. این اقدام، آنها را از رؤسای قبایل مستقل به کارگزاران دولت تبدیل کرد که اقتدارشان، حداقل تا حدی، از پادشاه نشأت می‌گرفت نه صرفاً از تبار قبیله‌ای‌شان.این فرآیند، انحلال تدریجی شورای جگای اولیه را رقم زد، زیرا کارکردهای آن با یک شورای جدید متشکل از مقامات عالی‌رتبه دولتی و اشراف جایگزین شد.
این یک استراتژی هوشمندانه برای همسوسازی بود؛ اشرافیت از بین نرفت، بلکه دگرگون شد. آنها قدرتمند باقی ماندند، اما قدرتشان اکنون در چارچوب دولت متمرکز اعمال می‌شد، نه به موازات آن.تغییر در رهبری: ظهور گوک‌سانگ و ته‌-دِ،روبا افزایش قدرت سلطنتی، پادشاه دیگر به عنوان یک همتا در شورا ریاست نمی‌کرد. در اواخر قرن دوم، پادشاه شروع به انتصاب یک نخست‌وزیر با عنوان گوک‌سانگ کرد تا ریاست جلسات شورا را بر عهده بگیرد.این یک حرکت مهم بود که یک منصوب سلطنتی را در رأس هیئت اشرافی قرار می‌داد. بعدها، این منصب به ته‌-دِ،رو(نخست‌وزیر)تکامل یافت که نقش و روند انتخاب آن در بخش بعدی به تفصیل بررسی خواهد شد.

#### ابلاغ مجموعه قوانین (یول‌لیونگ) در سال ۳۷۳ میلادی در دوران سلطنت پادشاه سوسوریم
گوگوریو رسماً یک مجموعه قوانین به سبک چینی به نام یول‌لیونگ (یا همان قانون و فرمان) را پذیرفت.
این یک رویداد برجسته بود که نشان‌دهنده گذار از قوانین عرفی و نانوشته که توسط شورای جگا قضاوت می‌شد، به یک نظام حقوقی رسمی و دولتی بود که توسط یک دولت مرکزی اداره می‌شد. این اقدام عملاً شورا را از برتری قضایی سنتی خود، که سنگ بنای قدرت اولیه‌اش بود، خلع کرد.

### نخست‌وزیر (ته‌-دِ،رو)
منصبی انتخابی در اوج قدرتبا تکامل ساختار سیاسی گوگوریو، منصب نخست‌وزیر به عنوان بالاترین مقام اجرایی در بوروکراسی پدیدار شد. این منصب، که در ابتدا گوک‌سانگ نامیده می‌شد، بعدها به ته‌‌-دِ،رو تغییر نام داد و ویژگی‌های منحصربه‌فردی پیدا کرد.منصب ته‌‌-دِ،رو بالاترین جایگاه در بوروکراسی گوگوریو و عملاً معادل نخست‌وزیر بود.این عنوان احتمالاً از عنوان عالی‌رتبه قدیمی‌تر تِه‌رو تکامل یافته است.ته‌‌-دِ،رو ریاست شورای اشراف را بر عهده داشت و رئیس اداره مرکزی دولت بود. برخی منابع او را رئیس پیونگ‌ده، یک سازمان اداری کلیدی که توسط پنج مقام عالی اداره می‌شد، نیز ذکر کرده‌اند.
نظام انتخاباتی منحصربه‌فرد، برجسته‌ترین ویژگی این منصب، روش انتخاب آن بود. منابع تاریخی معتبر،که بر متون اولیه تکیه دارد، بیان می‌کنند که ته‌‌-دِ،رو توسط مقامات هم‌رده خود برای یک دوره سه ساله انتخاب می‌شد.
انتخاب‌کنندگان، دیگر اشراف عالی‌رتبه بودند که احتمالاً در شورایی که جانشین شورای جگا بود، مانند «گردهمایی بزرگان» (دِین هویی) که در منابع متأخر ذکر شده، گرد هم می‌آمدند.
این دوره سه ساله، یک سازوکار کنترلی قدرتمند هم بر قدرت نخست‌وزیر و هم بر قدرت پادشاه بود. این سیستم مانع از آن می‌شد که یک فرد به طور نامحدود بر این منصب تسلط یابد و تضمین می‌کرد که این مقام در برابر اشرافیت گسترده‌تر پاسخگو باقی بماند.

### دوره متأخر
احیای شورای اشرافی و کشمکش‌های قدرتدر دوره متأخر گوگوریو، سنت شورای جگا توسط یک شورای اشرافی جدید به نام دِین هویی(شورای بزرگان) ادامه یافت.این شورا از عالی‌رتبه‌ترین اشراف، معروف به دِین یا همان بزرگان، تشکیل شده بود. کارکرد اصلی آن، انتخاب و انتخاب مجدد ته‌‌-دِ،رو بود. این شورا به عنوان یک نظام شورایی عمل می‌کرد که در آن اشراف به طور جمعی ته‌‌-دِ،رو را به عنوان نماینده خود تأیید می‌کردند.این نشان می‌دهد که حتی در دوره متأخر، حکومت مشورتی اشرافی همچنان یک ویژگی اصلی سیاست گوگوریو بود.مطالعه موردی: هژمونی خاندان «یون» و براندازی سیستم نظام انتخابی ته‌‌-دِ،رو که برای جلوگیری از تمرکز قدرت طراحی شده بود، به طرزی متناقض به ابزاری برای یک خاندان جهت دستیابی به سلطه مطلق تبدیل شد. خاندان یون یک دودمان اشرافی قدرتمند بود که منصب ته‌‌-دِ،رو را برای نسل‌ها در اختیار داشت.یون جا-یو منصب مانگ‌نیجی، عنوان دیگری برای یک وزیر عالی‌رتبه که گاهی با ته‌‌-دِ،رو به جای یکدیگر استفاده می‌شد را در اختیار داشت.پسرش، یون تِه‌جو، به عنوان مانگ‌نیجی و ته‌‌-دِ،رو جانشین او شد.این امر نشان می‌دهد که این منصب در عمل در حال موروثی شدن بود و اصل انتخابی بودن آن را تضعیف می‌کرد.پس از مرگ یون تِه‌جو، اشراف دیگر در ابتدا مانع از به ارث بردن این منصب توسط پسرش، یون گه‌سومون ، شدند.این نشان‌دهنده تلاش کوتاهی از سوی اشراف برای بازپس‌گیری ماهیت انتخابی این منصب بود.با این حال، یون گه‌سومون، از طریق یک کودتا در سال ۶۴۲ میلادی، پادشاه یئونگ نیو را سرنگون کرد، مخالفان سیاسی خود را کشت و برادر زاده پادشاه قبلی یعنی بوجانگ را بر تخت نشاند. او سپس عنوان عالی و جدید ده مانگ‌نیجی(نخست‌وزیر اعظم) را برای خود برگزید و یک دیکتاتوری نظامی برقرار کرد که تا زمان مرگش ادامه یافت.
نظام سیاسی اواخر گوگوریو یک تناقض اساسی را به نمایش می‌گذارد:سازوکارهای آن برای کنترل قدرت (منصب انتخابی ته‌‌-دِ،رو) به همان ابزارهایی تبدیل شدند که تمرکز بی‌سابقه قدرت را ممکن ساختند و به فروپاشی سلطنت منجر شدند. نظام انتخابی، رقابت میان خاندان‌های اشرافی را نهادینه کرد. یک خاندان به اندازه کافی قدرتمند و بی‌رحم مانند خاندان یون توانست این فرآیند انتخاباتی را از طریق نفوذ، ارعاب و ثروت تحت سلطه خود درآورد. هنگامی که بقیه اشراف تلاش کردند تا از سیستم همانطور که طراحی شده بود استفاده کنند (با ممانعت از جانشینی یون گه‌سومون)، ضعف سیستم آشکار شد. هیچ سازوکار مسالمت‌آمیزی برای اجرای تصمیم خود در برابر شخصیتی که مایل به استفاده از نیروی نظامی بود، وجود نداشت.و درگیری‌های داخلی پس از مرگ او مستقیماً به سقوط گوگوریو کمک کرد و برآورد میشود که ۶۰ تا ۸۰ درصد فروپاشی گوگوریو مرتبط با انزوای داخلی اش رقم خورد.

### استیضاح در مجلس
مسئله استیضاح و پاسخگویی مقاماتیکی از پرسش‌های کلیدی در مورد هر نظام سیاسی، وجود سازوکارهایی برای پاسخگو کردن و عزل مقامات قدرتمند است. در حالی که مفهوم مدرن استیضاح در گوگوریو وجود نداشت، مکانیسم‌های دیگری برای کنترل قدرت عمل می‌کردند.منابع کره‌ای که به تان‌هک اشاره می‌کنند، همگی به تاریخ مدرن کره جنوبی مربوط می‌شوند. بنابراین، باید به صراحت بیان کرد که مفهوم «استیضاح» به عنوان یک رویه قانونی در گوگوریو وجود نداشت.سازوکارهای عملی عزل و پاسخگویی به جای استیضاح رسمی، قدرت از طریق ابزارهای دیگری که اغلب بی‌ثبات‌تر و خشونت‌آمیزتر بودند، کنترل و مقامات عزل می‌شدند.

### دوره انتخاباتی سه ساله
نهادینه‌ترین و مسالمت‌آمیزترین روش پاسخگویی برای ته‌‌-دِ،رو. یک نخست‌وزیر نامحبوب یا ناکارآمد می‌توانست پس از پایان دوره‌اش توسط همتایان اشرافی خود از مقامش کنار گذاشته شود.

### مجازات قضایی
همانطور که در پیونگ‌اویی شورای اولیه دیده شد، مقاماتی که مرتکب جرم می‌شدند، می‌توانستند تحت مجازات سریع و مرگبار توسط همتایان خود یا پادشاه قرار گیرند.

### پاکسازی‌های سیاسی و درگیری‌های جناحی
در کشمکش‌های شدید جناحی دربار، شکست در یک مبارزه قدرت اغلب به معنای مرگ یا تبعید بود. این یک شکل وحشیانه اما مؤثر از عزل بود، همانطور که در درگیری میان جناح‌های شمال و جنوب در زمان یون تِه‌جو دیده شد.

### کودتا و ترور
نهایی‌ترین ابزار کنترل قدرت.مورد یون گه‌سومون نمونه بارز آن است که در آن او پادشاه و کل جناح مخالف خود را از میان برداشت.فقدان یک فرآیند استیضاح رسمی، ماهیت شخصی و سیاست گوگوریو را برجسته می‌کند. قدرت با اصول حقوقی انتزاعی کنترل نمی‌شد، بلکه با قدرت عینی جناح‌ها و افراد رقیب مهار می‌شد.
این امر توضیح‌دهنده درجه بالای بی‌ثباتی سیاسی در اواخر گوگوریو است. بدون یک راه مسالمت‌آمیز و نهادینه برای حل اختلافات سیاسی سطح بالا، درگیری‌ها ناگزیر به خشونت کشیده می‌شد و دولت را از درون تضعیف می‌کرد.زمینه مقایسه‌ای و میراث برای درک بهتر ویژگی‌های منحصربه‌فرد شورای جگا، مقایسه آن با نهادهای مشابه در دو پادشاهی دیگر کره، یعنی بکجه و شیلا، ضروری است.
گوگوریو، بکجه و شیلا: روایتی از سه شورا در سه پادشاهی از دل ساختارهای قبیله‌ای بیرون آمدند و بنابراین، همگی دارای نوعی شورای اشرافی بودند، اما هر یک ویژگی‌های متمایزی داشت.
این شورا با خاستگاه خود در یک کنفدراسیون قبیله‌ای، نقش قضایی قدرتمند و تکامل بعدی به یک نظام انتخاباتی برای نخست‌وزیر مشخص می‌شود.
انتخاب وزیر ارشد، مشورت در امور دولتی جنگ/دیپلماسی، جانشینی/خلع پادشاه، سیاست‌های کلان دولتی رابطه با سلطنت از شورایی از همتایان به ابزاری برای کنترل قدرت سلطنتی از طریق نخست‌وزیر انتخابی تکامل یافت و در نهایت توسط یک دیکتاتور نظامی برانداخته شد.شورای اشرافی که قوه مجریه را انتخاب می‌کرد، که نشان‌دهنده محدودیت قابل توجهی بر پادشاه است.به دلیل قاعده اجماع، کنترل قدرتمندی بر سلطنت داشت؛ می‌توانست پادشاهان را خلع کند.میراث ماندگار سنت حکومت مشورتی اشرافی که در شورای جگا تجسم یافته بود، یک ویژگی پایدار در فرهنگ سیاسی گوگوریو باقی ماند. حتی زمانی که سلطنت در اوج قدرت خود بود، نمی‌توانست بدون رضایت و همکاری خاندان‌های قدرتمند اشرافی حکومت کند. این میراث یک اشرافیت قدرتمند به سلسله جانشین، یعنی گوریو، که صراحتاً خود را وارث رسمی امپراتوری گوگوریو می‌دانست.